# BOSO Białystok
BOSO Białystok – polski klub sportowy z siedzibą w Białymstoku. Klub sportowy został założony w roku 1922 przy Białostockiej Ochotniczej Straży Ogniowej (zał.1898r.). Najprawdopodobniej w roku 1928 lub 1929 sekcja piłki nożnej została rozwiązana.

## Piłka nożna
Sekcja piłki nożnej przystąpiła do rozgrywek w 1923 roku do klasy B podgrupy białostockiej. W latach 1923–25 BOSO było czołowym  klubem piłkarskim w Białymstoku. "Bosacy", bo taki przydomek miała drużyna, najwięcej spotkań ligowych oraz towarzyskich stoczyli z drużynami lokalnymi: Strzelcem, WKS 42PP, Trumpeldorem oraz powtórnie zalegalizowany w 1923 roku ŻKS-em. Dochodziło także do wielu spotkań z drużynami spoza miasta, do tych najważniejszych należy zaliczyć mecze:
- 7-6.05.1923r., BOSO : WKS Słonim 3:3 i 2:1
- 12.05.1923r., BOSO : ŻKS Brześć 5:3
- 2.06.1923r., BOSO : Makabi Warszawa 0:1
- ?.06.1923., BOSO : WKS Grodno 1:4
- 16-17.06.1923r., BOSO : WKS 1PP Wilno 2:1 i 3:3
- 1.07.1923r., BOSO : Legja Warszawa 1:0
- 7-8.07.1923r., BOSO : Ostrowja Poznań 1:2 i 1:3
- 8.08.1923r., Makabi Łomża : BOSO 0:4
- 18.08.1923r., Makabi Grodno : BOSO 5:1
- 14-15.06.1924r., BOSO : Warszawianka 1:4 i 0:3
- 21-22.06.1924r., BOSO : Hasmonea Grdono 1:1 i 2:0

## Boisko
Główna siedziba straży znajdowała się przy ul.Warszawskiej, natomiast przy ul.Lipowej 54 znajdował się budynek administracyjny należący do BOSO, tuż przy pod adresem Lipowa 52 wewnątrz podwórka znajdowało się boisko, na którym w latach 1922-1924 rozgrywały swoje mecze prawie wszystkie drużyny z Białegostoku.

W 4 maja 1924 roku otwarto nowe boisko BOSO przy ul.Kolejowej 8, po uroczystym otwarciu odbył się mecz BOSO: ŻKS zakończony wynikiem remisowym 1:1. Od 1926 roku ważniejsze mecze były rozgrywane na stadionie miejskim w Zwierzyńcu.

## Drużyna - skład
W roku 1923 skład I drużyny przedstawiał się następująco:
Goldberg W., Chejn Perec, Pławskin D., Makowski I., Berkman M., Sitko Mikołaj, Warthaftig M., Alpern Samuel, Laskowski F., Chejn Boris, Ginzburg D., Owiec Pałtys, Berkman B.

II zespół: Gordon Beno, Bramson G., Trochimczuk S., Goldberg L., Brajnin Zelman, Sitko Aleks, Nejman Mozes.

## Sezony
Zespół uczestniczył w rozgrywkach klasy B w latach 1923-1928, najprawdopodobniej w roku 1928 lub 1929 sekcja piłki nożnej została rozwiązana.
| Poziomy rozgrywkowe | Poziomy rozgrywkowe | Poziomy rozgrywkowe | Poziomy rozgrywkowe | Poziomy rozgrywkowe | Sezony, opis | Sezony, opis | Sezony, opis | Sezony, opis | Sezony, opis | Sezony, opis | Sezony, opis           | Sezony, opis | Sezony, opis     |
| I                   | II                  | III                 | IV                  | V                   | Sezon        | Liga         | Poz.         | Pkt.         | Bramki       | Z/R/P        | Uwagi                  | Nazwa        | ZPN              |
| ------------------- | ------------------- | ------------------- | ------------------- | ------------------- | ------------ | ------------ | ------------ | ------------ | ------------ | ------------ | ---------------------- | ------------ | ---------------- |
| MP                  | A                   | B                   | C                   |                     | 1922         |              |              |              |              |              |                        | BOSO         |                  |
| MP                  | A                   | B                   |                     |                     | 1923         | Klasa B      | b.d.         | b.d.         | b.d.         | b.d.         |                        | BOSO         | Wileński OZPN    |
| MP                  | A                   | B                   | C                   |                     | 1924         | Klasa B      | 2            | b.d.         | b.d.         | b.d.         | [ 3 ]                  | BOSO         | Wileński OZPN    |
| MP                  | A                   | B                   | C                   |                     | 1925         |              |              |              |              |              | Przerwa w rozgrywkach. | BOSO         | Wileński OZPN    |
| MP                  | A                   | B                   | C                   |                     | 1926         | Klasa B      |              |              |              |              |                        | BOSO         | Wileński OZPN    |
| L                   | A                   | B                   | C                   |                     | 1927         | Klasa B      | 3            | b.d.         | b.d.         | b.d.         |                        | BOSO         | Warszawski OZPN  |
| L                   | A                   | B                   | C                   |                     | 1928         | Klasa B      | 4            | b.d.         | b.d.         | b.d.         |                        | BOSO         | Warszawski OZPN  |
| L                   | A                   | B                   | C                   |                     | 1929         |              |              |              |              |              | b.d.                   |              | Białostocki OZPN |
| L                   | A                   | B                   | C                   |                     | 1930         |              |              |              |              |              | b.d.                   |              | Białostocki OZPN |
| L                   | A                   | B                   | C                   |                     | 1931         |              |              |              |              |              |                        |              | Białostocki OZPN |
| L                   | A                   | B                   | C                   |                     | 1932         |              |              |              |              |              |                        |              | Białostocki OZPN |
| L                   | A                   | B                   | C                   |                     | 1933         |              |              |              |              |              |                        |              | Białostocki OZPN |
| L                   | A                   | B                   |                     |                     | 1934         |              |              |              |              |              |                        |              | Białostocki OZPN |
| L                   | A                   | B                   |                     |                     | 1935         |              |              |              |              |              |                        |              | Białostocki OZPN |
| L                   | A                   | B                   |                     |                     | 1936         |              |              |              |              |              |                        |              | Białostocki OZPN |
| L                   | A                   | B                   |                     |                     | 1936/1937    |              |              |              |              |              |                        |              | Białostocki OZPN |
| L                   | A                   | B                   |                     |                     | 1937/1938    |              |              |              |              |              |                        |              | Białostocki OZPN |
| L                   | A                   | B                   |                     |                     | 1938/1939    |              |              |              |              |              |                        |              | Białostocki OZPN |

## Źródła
- "Piłkarskie Dzieje Podlasia" Jerzy Górko ISBN 978-83-61418-03-0
- Klubowa historia polskiej piłki nożnej do 1939 roku Tom I, regiony, baraże, frekwencja. Jan Goksiński, ISBN 978-83-935604-3-1
- XXV-lecie Białostockiej Ochotniczej Straży Ogniowej 1898-1923
- Dziennik Białostocki - lata 1922-1928
- Przegląd Sportowy - lata 1922-1928
- Stadjon - lata l922-1928